# Fuerzas Terrestres del Ejército Popular de Liberación
Las Fuerzas Terrestres del Ejército Popular de Liberación (中国人民解放军陆军) son el ejército de la República Popular China.
Las Fuerzas Terrestres del EPL fueron en su origen la fuerza armada del Partido Comunista de China (PCCh), que llevó a este partido a la victoria en la Guerra Civil contra el Ejército Nacional Revolucionario del Kuomintang (KMT).
Dependen orgánicamente del Ejército Popular de Liberación (PLA).

## Historia

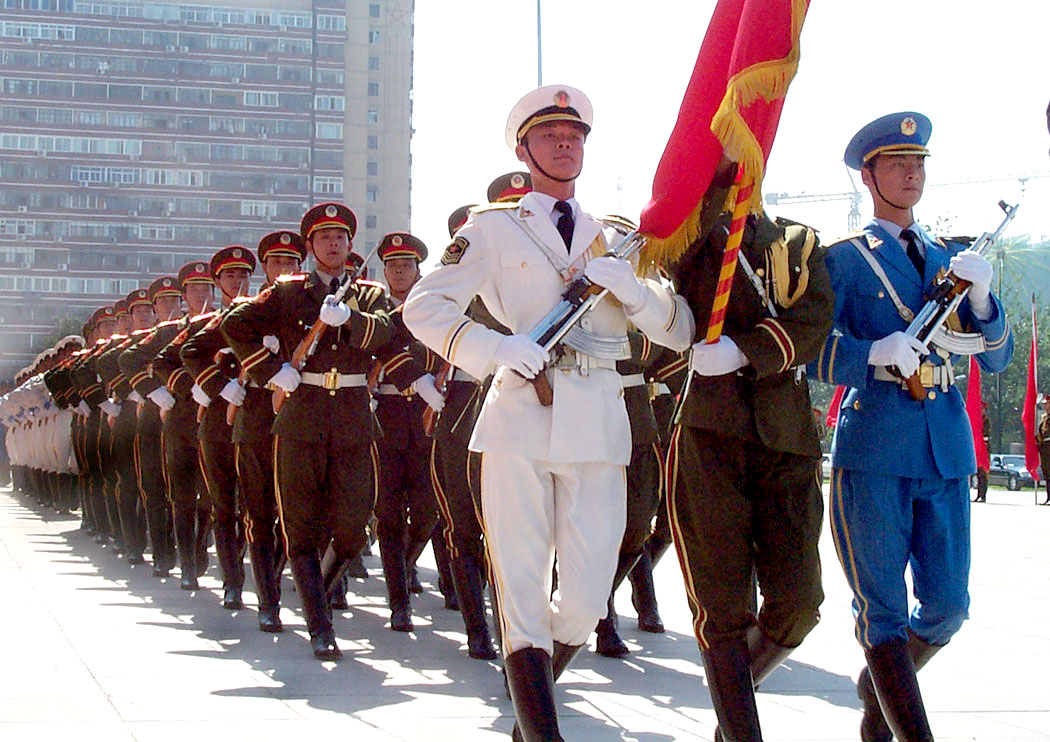
Soldados del Ejército Popular de Liberación desfilando en Pekín.

Fundado el 1 de agosto de 1927 como "Ejército Rojo" durante la Revuelta de Nanchang, adoptó el nombre actual en junio de 1946. Su fundador fue Zhu De, quien comandó a dicha fuerza en la guerra contra Japón y fue el artífice de la victoria comunista en la Guerra Civil. Desde la proclamación de la República Popular, se ha mantenido subordinado fundamentalmente al partido más que al gobierno del Estado.

### Orígenes
En 1921, se fundó en Shanghái, el PCCh, con apoyo del Komintern y, por consiguiente, de la Rusia bolchevique (núcleo de la futura Unión Soviética), liderada en ese entonces por Lenin. Inicialmente con poco apoyo, este minúsculo partido, por recomendación del Komintern se alió con el mayoritario KMT de Sun Yat-Sen, con el cual compartían muchos postulados. En el ejército del KMT, comenzaron al llegar numerosos asesores militares soviéticos para instruir a la oficialidad y la tropa. Este hecho marcaría posteriormente una importancia capital en la futura formación del EPL.
En 1925, a la muerte de Sun, asumió la facción conservadora del KMT encabezada por el joven general Chiang Kai-shek. A pesar de ello los comunistas lo apoyaron en su Expedición al Norte.
En 1927, Chiang rompió con los soviéticos y por consiguiente con el PCCh.
El 1 de agosto, tropas del KMT en Nanchang llevaron a cabo un alzamiento de tendencia comunista. Esta fuerzas eran comandadas por He Long y Zhou Enlai en un intento por hacerse con el control de la ciudad una vez finiquitada la primera alianza entre el KMT y los comunistas. Otros jefes de importancia son Zhu De, Ye Ting y Liu Bocheng.
Las fuerzas comunistas ocuparon Nanchang y escaparon del sitio impuesto por las tropas del KMT el 5 de agosto, retirándose a las montañas de Jinggang en Jiangxi. Este hecho marco el comienzo del brazo armado del PCCh, con la denominación de Ejército Rojo a dicha fuerza.
Como se puede ver, el naciente Ejército Rojo se nutrió en un principio de desertores del ejército de Chiang Kai-shek.
En 1928, uno de los antiguos comandantes del ejército nacionalista, Peng Dehuai se unían ya, junto a algunos de sus hombres, al nuevo ejército. De esta manera, el enfrentamiento ideológico entre el Partido Comunista y el KMT se tornaba en un conflicto bélico.

### República Soviética de China
Con el establecimiento del Sóviet de Jiangxi en 1931 con Mao Zedong como presidente del Comité Ejecutivo Central, el Ejército Rojo se formó como una importante fuerza guerrillera liderada por el comandante Zhu De. Esto se debió a la gran afluencia de oficiales y soldados desertores del Ejército de KMT, aparte de numerosos campesinos, a dicha zona montañosa. Para esa época ya comenzaban a despuntar en la zona comunista un claro enfrentamiento entre los dirigentes, apoyados por la Unión Soviética, con Mao y los seguidores de este.
Entre 1930 y 1934, Chiang Kai-shek lanzó cuatro grandes campañas militares contra el PCCh, que pusieron al partido en una situación de gran debilidad, aunque sin llegar a derrotarlo.
El ejército del KMT preparaba ya el ataque a la zona comunista, la quinta de las campañas de cerco y aniquilación dirigidas por Chiang Kai-shek, y la disparidad de fuerzas hacía imposible que el reducido ejército comunista pudiera resistir el ataque de las tropas nacionalistas. Ante la inminencia de la operación, los dirigentes comunistas decidieron que la única salida era huir de Jiangxi hacia el oeste, atravesando el territorio controlado por los nacionalistas, y buscando reunirse con otros grupos de guerrilleros comunistas en zonas interiores y aisladas del país. La decisión de abandonar Ruijin (capital del Soviet), tras siete años de gobierno comunista, fue tomada conjuntamente por Zhu De, los dirigentes del Partido, Bo Gu y Zhou Enlai, y el agente alemán de la Komintern, Otto Braun.
Debido a la presencia de tropas nacionalistas en todas direcciones en torno a la zona comunista, el momento y la manera de la huida se mantuvieron en secreto hasta última hora. Las tropas del Ejército Rojo se concentraron en la localidad de Yudu, junto al río homónimo, desde donde daría comienzo la Larga Marcha. Allí lo cruzarían para desplazarse hacia el suroeste, en dirección a la provincia de Guangdong.
Al grupo del Ejército Rojo que abandonó el sóviet de Jiangxi se le conoce como 1.er Ejército Rojo. En el momento de la salida de Jiangxi, otros dos grupos importantes del Ejército Rojo, conocidos como 2.º y 4.º Ejército Rojo, vagaban ya por el interior de China. El 4.º Ejército Rojo estaba bajo el mando de Zhang Guotao, mientras que el 2.º Ejército Rojo, liderado por He Long, estaba asentado en la provincia suroccidental de Guizhou. Las comunicaciones entre estos grupos divididos del Ejército Rojo eran inexistentes y, en el momento de salir de Jiangxi, el 1.er Ejército Rojo buscaba unirse con estas otras unidades desperdigadas de las fuerzas armadas comunistas. En aquel momento, no existía aún una idea clara de cuál iba a ser el destino final del viaje.

### LaLarga Marcha
La salida de las tropas comunistas desde Yudu comenzó en la madrugada del 16 de octubre de 1934. En este momento inicial estaban integradas por unos 86.000 hombres. El grupo avanzaba dividido en varias unidades. A la vanguardia, dos cuerpos de tropas armadas, comandados respectivamente por Lin Biao y Peng Dehuai, lo hacían abriéndose paso a través de las líneas defensivas del ejército del KMT, mientras que por detrás de estas dos columnas armadas seguía, dividido en dos unidades, el grueso de la expedición, con los líderes del partido sobre el terreno: Zhou Enlai, Bo Gu y Otto Braun. Otros tres grupos más reducidos de tropas controlaban los flancos y la retaguardia de la expedición. Alrededor de 28.000 hombres, viejos o enfermos, permanecieron en Ruijin como retaguardia.
Debido al bloqueo nacionalista, el equipamiento y armamento de los comunistas eran bastante escasos, a pesar de lo cual conseguirían atravesar las cuatro líneas de defensa que el ejército del KMT. Estas líneas defensivas habían sido formadas para mantener un bloqueo comercial y no para luchar contra la totalidad del 1.er Ejército Rojo, por lo que los comunistas lograrían aprovechar su superioridad numérica para vencer en las primeras batallas con relativa facilidad. Tras superar la tercera línea de defensa en el río Xinfeng, el 1.er Ejército Rojo entró brevemente en la provincia de Guangdong para continuar hacia el oeste, pasando por el sur de Hunan y después por Guangxi. En esta última habrían de afrontar la que fue la batalla más dura de toda la Larga Marcha, en torno al río Xiang. Allí se encontraba la cuarta de las líneas defensivas de los nacionalistas, pero Chiang Kai-shek conocedor ya de la salida de los comunistas, había tenido tiempo de enviar refuerzos a la zona, de modo que el 1.er Ejército Rojo tuvo que enfrentarse a una batalla más encarnizada que las anteriores. Los combates más duros tuvieron lugar entre el 30 de noviembre y el 1 de diciembre de 1934. Las bajas y las deserciones redujeron la fuerza comunista a unos 30.000 hombres, que conseguirían superar finalmente la línea defensiva del KMT y adentrarse en Guizhou.
La intención inicial de los dirigentes comunistas al abandonar el sovit de Jiangxi era lograr encontrarse con el 2.º Ejército Rojo, pero incapaces de encontrar su rastro en un territorio que les resultaba desconocido, la expedición continuó su trayecto por Guizhou. El 7 de enero de 1935, el 1.er Ejército Rojo se hacía con el control de la ciudad de Zunyi. Allí, pasaron varios días descansando y planificando el futuro de la operación. Allí fue donde se celebró la histórica reunión de dirigentes del partido que confirmaría el ascenso de Mao Zedong al poder, y que marcaría el futuro del Partido Comunista de China. De esta manera se sellaba la suerte de los dirigentes prosoviéticos del partido, que veían cómo las bases partidarias les daban la espalda.
El 18 de enero, acosados por los nacionalistas, los comunistas abandonaron Zunyi. Desechada la idea de unirse con el 2.º Ejército Rojo, que se encontraba en Hunan, rodeado por demasiados señores de la guerra y unidades militares nacionalistas, Mao propuso la idea de avanzar directamente hacia el norte. El 1.er Ejército Rojo se estaba cerca de la provincia de Sichuan, en donde podrían cruzar el río Yangzi para unirse al 4.º Ejército Rojo, la otra gran división de las fuerzas armadas comunistas que se encontraba en el norte de Sichuan. Pero, la zona al sur del Yangzi estaba fuertemente vigilada por unidades del ejército del KMT. Los comunistas intentarían avanzar hacia el norte, pero sufrirían una derrota en la batalla de Tucheng. Tras ese revés en Dahetan, el 7 de febrero, se decidió cancelar el plan de avanzar hacia el norte en línea recta. La imposibilidad de acometer el trayecto hacia el norte llevó a los comunistas a moverse en círculos durante cuatro meses entre Guizhou, Sichuan y un extremo de Yunnan. En las "reuniones de Zhaxi" se tomó la decisión de intentar establecer una base permanente en el norte de Guizhou, en torno a Zunyi. El 27 de febrero, el 1.er Ejército Rojo reocupó Zunyi, pero los planes de establecer allí una base permanente se revelarían inviables después de una nueva derrota en la batalla de Luban Chang, el 15 de marzo. Ese fracaso de asegurarse un territorio seguro provocó un nuevo abandono de Zunyi para escapar al norte. Tras una breve incursión en Sichuan, la expedición volvería a reorientar el rumbo hacia el sur para luego doblar al oeste.
La decisión de avanzar hacia el oeste por estas zonas inhóspitas y pobladas por etnias minoritarias sería en última instancia la salvación del Ejército Rojo y el gran éxito estratégico de Mao. Chiang Kai-shek se había desplazado a Guiyang, la capital de Guizhou, para dirigir las operaciones contra los comunistas. Tropas nacionalistas venidas desde otras partes de China, unidas a ejércitos provinciales estaban preparados para enfrentarse a los comunistas en el caso de que estos avanzaran hacia el norte. Una de las decisiones tácticas de más éxito del 1.er Ejército Rojo fue su avance hacia Guiyang. Aunque los comunistas no pretendían atacar la ciudad, el movimiento hacia el sur despertó la alarma en Chiang, quien, ordenó el envío de tropas para defender la capital provincial. El avance hacia Guiyang resultó ser un puro movimiento estratégico del Ejército Rojo, que allí provocó la concentración de las tropas del KMT, dejando expedito el camino hacia el oeste.
Adentrándose en Yunnan, el 1.er Ejército Rojo se vio forzado a avanzar más y más hacia el oeste, ante la imposibilidad de dirigirse al norte. Uno de los golpes de efecto de los comunistas en esta fase de la marcha fue el avance hacia la capital, Kunming. Las tropas del KMT, empeñadas en impedir el paso de los comunistas al norte se habían establecido entre Yunnan y Sichuan, dejando desprotegida Kunming. El avance comunista hacia Kunming provocó un éxodo de la población y obligó a una movilización de las tropas nacionalistas para intentar defender la ciudad. Aunque una avanzadilla bajo el mando de Lin Biao llegaría a atisbar Kunming el 29 de abril de 1935, los comunistas no tenían intención de tomarla y el movimiento de los nacionalistas abriría de nuevo una ruta hacia el oeste, por la que la expedición se adentraría aún más en territorio inhóspito. Este avance hacia el oeste permitió finalmente al 1.er Ejército Rojo cruzar el río Yangzi y entrar en Sichuan. El paso, realizado en siete barcas haciendo viajes continuos entre las dos orillas llevó siete días y siete noches. Finalmente, el 9 de mayo, los alrededor de 30.000 hombres completaban la travesía del río, y proseguían su avance hacia el norte, en busca de la unión con el 4.º Ejército Rojo. Para lograr la unión de los dos ejércitos, Mao Zedong y sus hombres debían proseguir el viaje hacia el norte recorriendo la franja más occidental de Sichuan, atravesando de nuevo zonas pobladas por minorías étnicas con las que la comunicación era difícil. El paso por territorio de los yi planteaba muchas dudas, sin embargo, aprovechándose de rivalidades internas entre los yi, el comandante comunista Liu Bocheng logró establecer una alianza con el caudillo yi Xiao Yedan. La "alianza de Yihai" permitió al 1.er Ejército Rojo alcanzar el río Dadu, más al norte, a cambio de ayudar al clan yi contra otro.
El plan de Mao consistió en atravesar el Dadu en Anshunchang. Sin embargo, en allí había únicamente dos barcas con las que cruzar el río, empresa que habría llevado varias semanas. Además, Anshunchang estaba bastante cerca de la capital, Chengdu, desde donde el KMT podía enviar sus tropas con rapidez. Debido a ello, una avanzadilla del 1.er Ejército Rojo fue enviada al norte, siguiendo el cauce del río, con el fin de encontrar un camino hacia el puente de Luding, parte de la ruta comercial entre Chengdu y el Tíbet, que ofrecía la única posibilidad de cruzar el río con rapidez. Una vez encontrado el camino, el 1.er Ejército Rojo se desplazó hasta el puente. Allí, los comunistas vencerían decisivamente a las tropas del KMT (Batalla del puente Luding). De una manera el ejército comunista consiguió cruzar el Dadu, prosiguiendo su viaje hacia el norte, avanzando por la parte occidental de Sichuan, de población tibetana. Tras un duro avance por zonas montañosas muy abruptas, las tropas se reunieron con el 4.º Ejército Rojo (unos 100.000 hombres) de Zhang Guotao en Mougong, actualmente Xiaojin, el 12 de junio.
Tras superar una serie de montañas en el norte de Sichuan, el grupo unificado de los dos ejércitos comunistas llegó a Mao'ergai. Allí se acordó el avance hacia el norte, pero en dos columnas divididas. Por un lado se encontraba la mayor parte del 1.er Ejército Rojo, con Mao y los dirigentes procedentes de Jiangxi, pero bajo el mando de Xu Xiangqian, hombre de confianza de Zhang Guotao. Zhang Guotao, a su vez dirigiría la segunda columna con la casi totalidad del 4.º Ejército y dos cuerpos del 1.er Ejército. Mientras el grupo de Zhang Guotao avanzaba por una ruta hacia el noroeste, el de Mao, unas diez veces más reducido, avanzaba por una ruta más al este. La división estaba más motivada por el rechazo de ambos líderes a viajar juntos que por necesidades tácticas.
El 9 de septiembre de 1935 se produjo la ruptura entre Mao y Zhang Guotao. Antes del amanecer, el grupo de Mao, en el que aún estaban los principales dirigentes del partido, abandonó a Xu Xiangqian y a sus hombres. No haciendo caso a las órdenes de este y de Zhang Guotao, el grupo rebelde proseguió el viaje hacia el norte en solitario, rompiendo la cooperación con el 4.º Ejército. La división convertía a los hombres de Mao, apenas 8.000, en una especie de grupo fugitivo frente al grupo mayoritario de Zhang Guotao. En este momento, Zhang Guotao parecía tener todas las opciones para liderar el PCCh, mientras que Mao llevaba a sus hombres hacia un destino incierto, cruzando la zona más despoblada de toda la Larga Marcha. Esta parte del norte de Sichuan y el sur de Gansu sería una de las más difíciles de la marcha.
Sin embargo, el grupo de Zhang Guotao salió mal parado debido a los enfrentamientos armados con el ejército de Ma Bufang y Ma Buqing, los señores de la guerra musulmanes que controlaban Qinghai y partes de Gansu y Ningxia como un feudo familiar. Aliados con el KMT para defender sus intereses comunes, los Ma lanzaron un feroz ataque contra la Legión Occidental, un grupo de más de 20.000 hombres que se había separado del 4.º ejército de Zhang Guotao para llevar a cabo la misión de avanzar hacia la frontera con la Unión Soviética en busca de la ayuda material del régimen de Stalin. La misión fue sin embargo un fracaso, y el enfrentamiento armado entre la debilitada y famélica Legión Occidental y el ejército de los Ma se saldó con la muerte o captura de la casi totalidad de los 20.000 hombres de la Legión.
Con estas derrotas el 4.º Ejército se fragmentó y redujo, y sus supervivientes, aún bajo el mando del propio Zhang, acabarían siguiendo el camino de Mao hacia el norte, en busca del único lugar seguro que podían encontrar: el Sóviet de Shaanxi, la zona comunista establecida por Liu Zhidan en el norte de China.
Así, en el verano de 1935, el grupo comandado por Mao continuó su trayecto hacia el norte, atravesando el sur de las provincias de Gansu y Ningxia. Finalmente, el 20 de octubre de 1935, el grupo de Mao llegaba a la localidad de Wuqi, en el distrito de Bao'an, actualmente llamado Yan'an, donde se reunieron con sus camaradas de Shaanxi, poniendo punto final a la Larga Marcha. En ese momento solo quedaban unos 8.000 hombres de los alrededor de 86.000 que habían comenzado la marcha un año antes. Si bien las muertes en combate y por enfermedad, así como un número probablemente grande de deserciones, habían estado a punto de acabar con el PCCh, la llegada al norte suponía la reunión de varios grupos dispersos, que conseguían unir sus fuerzas en un mismo lugar de China. Durante los meses siguientes, supervivientes del 4.º Ejército que se había desplazado al oeste llegarían también a la base comunista del norte, donde Mao Zedong era ya reconocido como líder indiscutible del partido.
Un año y dos días más tarde, el 22 de octubre de 1936, el 2.º Ejército Rojo de He Long llegaba a Bao'an y se produjo la "unión de los tres ejércitos" dando fin a la Larga Marcha.
La Larga Marcha supuso el hito más importante en la historia del PCCh y marcó la subida definitiva al poder de Mao Zedong.

### Invasión japonesa de 1937 y Guerra de Liberación contra Japón
Al final de la Primera Guerra Mundial, China había concedido a Japón numerosos privilegios comerciales, que causaron un gran resentimiento entre los chinos. A partir de 1931, Japón estableció un estado títere en Manchuria, ante la impotencia del KMT, que parecía incapaz de garantizar la integridad territorial del país, prefiriendo en esa época luchar contra el Ejército Rojo.
La invasión japonesa (1937) supuso también el final de la persecución a la que el gobierno del KMT había sometido al PCCh. El estado de crisis nacional forzó la colaboración entre el KMT y los comunista. Aunque Chiang Kai-shek era al principio reacio a esta colaboración con el PCCh, tuvo que aceptarla a raíz del incidente de Xi'an, cuando el mariscal Zhang Xueliang, militar favorable a una alianza entre el KMT y el PCCh que controlaba la provincia de Shaanxi y a las fuerzas nacionalistas que luchaban contra los comunistas de Yan'an, detuvo a Chiang Kai-shek en Xi'an, manteniéndolo prisionero hasta que aceptó el establecimiento de un frente común entre los nacionalistas y los comunistas para defenderse frente a la agresión japonesa.
La invasión japonesa permitió así al Ejército Rojo reagruparse en su base norteña de Yan'an, ciudad desde la cual controlaban una parte de Shaanxi y de Mongolia Interior, así como la totalidad de Gansu y Ningxia.
El Ejército Rojo, que en ese momento contaba con unos 40.000 hombres, pasó nominalmente a formar parte del Ejército Nacional Revolucionario, formando el 8.º ejército y el Nuevo 4.º Cuerpo de Ejército. El primero se ocuparía de contener a los japoneses en el norte, sobre el valle del Huang Ho y la Gran Muralla, y el segundo en el centro del país. Su comandante supremo era Zhu De y sus lugartenientes eran los comandantes Lin Biao, Peng Dehuai, Liu Bocheng y Deng Xiaoping. No hay que olvidar que en el sur las guerrillas comunistas formaron la Columna Antijaponesa
La guerra en China se desarrolló en tres etapas, con la primera etapa (1937-1939) caracterizada por la extraordinaria rapidez con que los japoneses ocuparon la mayor parte de los puertos y todos los centros industriales de la costa este de China, incluyendo las principales ciudades como Shanghái, Nankín y Cantón, con lo que el gobierno nacionalista tuvo que moverse hacia el interior, hasta Chongqing en Sichuan, mientras los japoneses establecían gobiernos títeres en Pekín en 1937 y Nankín en 1940.
La segunda etapa (1939-1943) fue un período de espera, con Chiang bloqueando a los comunistas en el noroeste (a pesar del frente unido) y esperando por la ayuda de los Estados Unidos, que habían declarado la guerra a Japón en 1941. Un ejemplo del caso fue en diciembre de 1940, Chiang Kai-shek exigió la retirada del Nuevo 4.º Cuerpo de Ejército, del PCCh, de las provincias de Anhui y Jiangsu. Los mandos del Nuevo 4.º Cuerpo de Ejército se plegaron a la retirada exigida por el KMT pero cuando salían las últimas unidades rojas, sufrieron la emboscada de fuerzas nacionalistas que les infligieron una sonora derrota en enero de 1941. Paradojícamente, las tropas de KMT sufrieron 20.000 bajas y los comunistas entre 3.000 y 6.000. Se pudo evitar el rebrote de la guerra civil, pero este choque, conocido como el incidente del Nuevo 4.º Cuerpo de Ejército, debilitó la posición del PCCh en China central y puso fin a cualquier posible cooperación entre ambas facciones.
En la etapa final (1944-1945), Japón lanzó una nueva ofensiva sobre el sur de China que obligó a retroceder a los nacionalistas hasta Sichuan. Esta ofensiva fue respondida en mayo de 1944 por una pírrica contraofensiva china, que mantuvo las posiciones y evitó la caída nacionalista. Por otra parte, los Estados Unidos proporcionaron ayuda en forma masiva a los nacionalistas, sin embargo, el gobierno de Chongqing, debilitado por la inflación, el empobrecimiento de la clase media, y la baja moral de sus tropas, fue incapaz de sacar ventaja de ello.
Cuando se vislumbró la derrota japonesa en la primavera de 1945, las fuerzas comunistas del 8.º ejército y el Nuevo 4.º Cuerpo de Ejército (con unos 1.000.000 de hombres) parecían estar en mejor posición que el del KMT, que estaba muy retrasado, para tomar las guarniciones japonesas; pero con el apoyo del transporte aéreo de los Estados Unidos, las tropas del KMT pudieron ocupar las ciudades, aunque las áreas rurales permanecieron bajo el control de los comunistas.
Al terminar la guerra en Europa, en mayo de 1945, el esfuerzo de guerra de los aliados se trasladó a oriente. La Unión Soviética se unió a la guerra contra Japón a finales de julio y el 9 de agosto, el Ejército Rojo soviético invadió Manchuria, Mongolia Interior y el norte de Corea (ver Operación Tormenta de Agosto), tomando contacto con el 8.º ejército del PCCh cerca de Beiping, a mediados de mes. El 6 y 9 de agosto los Estados Unidos arrojaron las primeras bombas atómicas sobre las ciudades japoneses de Hiroshima y Nagasaki. El 14 de agosto de 1945 se rindieron los japoneses.

### Guerra Civil
Sin embargo, en China la guerra civil se desató por la cuestión de quién se haría cargo de las armas y equipos japoneses, y aunque a finales de agosto se alcanzó un acuerdo en Chongqing entre una delegación del PCCh y el KMT, la tregua fue breve. En esa época, Chiang Kai-shek acabaría llegando al convencimiento de que carecía de los medios necesarios para impedir que el PCCh se hiciera con Manchuria después de la retirada programada de los soviéticos. Para evitarlo llegó a un acuerdo con los rusos, de manera que estos retrasaran su retirada hasta que el KMT hubiera trasladado a la región a una cantidad suficiente de sus mejores hombres y equipos. Los soviéticos aprovecharon la prolongación de su estancia para desmantelar todo el parque industrial manchú y trasladarlo a su país devastado por la guerra. A pesar de ello, a finales de año, el Ejército Rojo chino ocupó casi toda la región, salvo las grandes ciudades manchúes de Changchung, Kirin, Szeping, Mukden, Dairen y el importante puerto de Port Arthur.
En enero de 1946 el general estadounidense George C. Marshall negoció un cese al fuego, el gobierno nacionalista regresó a Nankín, China fue reconocida por la ONU como una de las cinco grandes potencias, y los Estados Unidos proporcionaron al gobierno de Chiang un préstamo de $ 2.000.000.000 adicionales a los $ 1.500.000.000 gastados durante la guerra. A pesar de la enorme superioridad del KMT en armas y provisiones, se mantuvo a la expectativa en las ciudades de Manchuria y el norte de China, mientras el Ejército Rojo (denominado, desde junio, Ejército Popular de Liberación) se apoderaba de las áreas rurales circundantes; pero conforme aumentaba la inflación, tanto civiles como militares se desmoralizaron, por lo que, percibiendo el sentimiento nacional, el PCCh propone una coalición gubernamental que es rechazada por el KMT, y la lucha estalla nuevamente a principios de 1947.
La corta y decisiva guerra civil que siguió, denominada por los comunistas Guerra de liberación (解放战争), se desarrolló principalmente en dos lugares: Manchuria y el área del río Huái. A pesar de un transporte aéreo masivo de fuerzas del KMT por los Estados Unidos, perdieron Manchuria en octubre de 1948, cuando 300.000 soldados del KMT se rindieron ante el EPL en la sitiada Mukden, y para finales de 1948 el KMT había perdido más de medio millón de hombres, más de dos terceras partes por deserción, por lo que el EPL se movió hacia el sur del Yangzi.
En enero de 1949, el puerto de Tientsin y la ciudad Beiping fueron tomadas por el EPL. Esta última fue tomada sin disparar un tiro y se le devolvió su antiguo nombre: Pekín.
Entre noviembre de 1948 y enero de 1949, se libró más al sur una gran batalla en los alrededores de Hsü-chou, en la que participaron medio millón de hombres de cada lado. Los nacionalistas fueron vencidos y el EPL siguió su avance al sur.
Después de la caída de Nankín (abril de 1949) y Shanghái (mayo), se desvanece la resistencia del KMT, y para octubre, con la toma de Cantón, los comunistas tienen el control de todo el territorio continental, excepto el Tíbet.

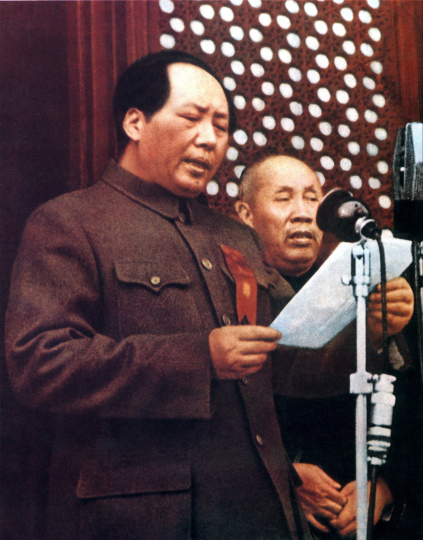
Mao proclamando la República Popular China (01/10/1949).

El 1 de octubre de 1949, Mao pronuncia en Pekín la proclamación de la República Popular China.
Mientras tanto, el gobierno nacionalista trasladará la capital provisional de Cantón a Chongqing el 15 de octubre, y finalmente a Chengdu el 29 de noviembre. Chiang, que había vuelto al continente desde Taiwán el 14 de noviembre, estaría en Chonqqing y Chengdu intentando resistir la victoria comunista. Finalmente, el 8 de diciembre, Chiang da por perdida la China continental, y ordena a sus tropas y a los más altos cargos del gobierno el abandono de Chengdu. El 10 de diciembre de 1949, Chiang Kai-shek y su hijo Chiang Ching-kuo vuelan a Taiwán, desde donde esperaban poder reorganizarse para derrotar a los comunistas. Junto al líder nacionalista, huyen cientos de miles de soldados nacionalistas junto a dos millones de refugiados.

### El EPL, fuerza armada de la República Popular China
Con el establecimiento de la República Popular China, el Ejército Popular de Liberación se convirtió en una fuerza que tuvo la misión de defender la revolución y la república socialista del imperialismo, aparte de extender dicha revolución a toda China; esto último se extendía a los antiguos límites imperiales de 1911, que incluían al Tíbet y a Mongolia Exterior (la actual Mongolia). Para ello, en diciembre de 1949, Mao se reunió con Stalin en Moscú. Como respuesta, la Unión Soviética le envió una valiosa ayuda monetaria y armamentística. A cambio, China tuvo que reconocer la independencia de Mongolia Exterior, una especie de protectorado soviético. En cambio, con dicha ayuda, afrontaría las situaciones suscitadas al año después con el Tíbet, Corea y Taiwán.

#### Taiwán
En general se esperaba la caída del gobierno nacionalista como consecuencia de una invasión comunista de Taiwán. En principio, los Estados Unidos no mostraron tener un gran interés en sostener artificialmente a Chiang Kai-shek en su trance final. La situación cambió completamente a raíz de la guerra de Corea. En esas circunstancias se consideró políticamente inviable en los Estados Unidos el permitir una victoria comunista sobre el KMT. El presidente estadounidense Harry S. Truman dio orden a la VII Flota de los Estados Unidos de que evitara cualquier posible invasión comunista a Taiwán.
Mientras tanto, en los años 1950 y 1960, tenían lugar escaramuzas intermitentes en zonas costeras del continente. No obstante, la poca disposición estadounidense a dejarse arrastrar a un conflicto de mayor entidad dejó a Chiang Kai-shek lejos de poder "reconquistar el continente", como gustaba de repetir constantemente. Aeronaves de la República de China bombardeaban objetivos en el continente y sucesivos grupos de operaciones especiales norteamericanos desembarcaban con frecuencia en la China continental matando soldados del EPL, secuestrando cuadros del PCCh, destruyendo infraestructura y apoderéndose de documentos. La República de China perdió unos 150 hombres en una incursión realizada en 1964.
La Armada de la República de China llevó a cabo incursiones navales de baja intensidad, perdiendo algunos barcos en varias refriegas con el EPL. En junio de 1949 la República de China declaró el bloqueo de todos los puertos de la China comunista y su marina trató de interceptar todos los barcos extranjeros, principalmente de origen británico y del bloque soviético. Debido a que la red ferroviaria del continente estaba insuficientemente desarrollada, el comercio norte-sur dependía en gran parte del tráfico marítimo. Las actividades navales de la República de China también causaron graves dificultades a los pescadores del continente.

#### Guerra de Corea
La invasión de Corea del Sur por parte del Ejército Popular de Corea del Norte y su posterior rechazo por las fuerzas de la ONU, lideradas por Estados Unidos afectó a su vecino país. China estaba preocupada por una eventual guerra en Corea. Mao temía que el conflicto motivara la intervención estadounidense en Asia y desestabilizara la región. Una Corea aliada de Estados Unidos podría amenazar Manchuria, zona vital por su minas, industria y situación estratégica, a la vez que servir de escudo al nuevo Taiwán, independizado de China. Pero ni la Unión Soviética ni Corea del Norte le consultaron a la hora de tomar la decisión de ir a la guerra. Sin embargo, una vez empezada, prestó ayuda al régimen de Pionyang, cuando la evolución del conflicto llevó al desfondamiento del Norte, la ocupación del territorio por encima del paralelo 38 y las tropas norteamericanas a la frontera con China en el río Yalu. En otras palabras, China se vio amenazada directamente e intervino para restablecer el anterior equilibrio.
China había advertido que reaccionaría si las fuerzas de la ONU sobrepasaban el límite de la frontera en el río Yalu. Mao buscó la ayuda soviética y vio la intervención como esencialmente defensiva. "Si nosotros permitimos que los Estados Unidos ocupen toda Corea... debemos estar preparados para que los Estados Unidos declaren... la guerra con China", esto fue lo que le dijo Mao a Stalin. Zhou Enlai fue enviado a Moscú para agregar contundencia a los argumentos de Mao que habían sido enviados por cable. Mao retrasó al EPL mientras esperaba por la ayuda rusa, y por lo tanto el ataque planeado fue pospuesto del 13 de octubre al 19 de octubre. La asistencia soviética se limitó simplemente a proveer apoyo aéreo a 60 mi (96 km) del frente de batalla. Los MiG-15 con los colores de la China comunista fueron una desagradable sorpresa para los pilotos de la ONU; ellos mantuvieron la superioridad aérea local contra los F-80 Shooting Stars hasta que los nuevos F-86 Sabres fueron desplegados. La tarea de los soviéticos fue conocida por los Estados Unidos, pero prefirieron mantenerse quietos para evadir cualquier incidente internacional y potencialmente nuclear.
Un asalto chino iniciado el 19 de octubre de 1950, bajo el mando del veterano general Peng Dehuai, con 380.000 Voluntarios del EPL repelió las tropas de la ONU y las llevó hasta el paralelo 38, la frontera del preconflicto. El asalto chino tomó a las tropas estadounidenses por sorpresa, ya que la guerra entre la China comunista y los Estados Unidos no había sido declarada. La retirada de la Corporación X de los Estados Unidos fue la más larga retirada de una unidad estadounidense en la historia. Los Marines, en el lado este de la península, avanzaron mejor, debido principalmente a su mejor entrenamiento y disciplina.
El 4 de enero de 1951, el EPL y el Ejército Popular de Corea del Norte capturaron Seúl. La Batalla de la Reserva de Chosin fue una terrible derrota para las tropas de las ONU. La situación fue tal que el general Douglas MacArthur, comandante supremo de las fuerzas de la ONU, mencionó que armas atómicas podían ser usadas, lo cual llegó a alarmar a los aliados de Estados Unidos. MacArthur fue relevado de la comandancia por Truman en 1951 y fue reemplazado por el general Matthew Ridgway.
El resto de la guerra solo tuvo pequeños cambios de territorio (el frente comunista avanzó hasta 45 km al sur de Seúl y luego retrocedió al norte de la capital surcoreana por una controfensiva de la ONU) y largas negociaciones de paz (las cuales empezaron en Kaesong el 10 de julio del mismo año). Un alto el fuego estableció una Zona Desmilitarizada alrededor del paralelo 38, el cual es aún hoy en día defendido por las tropas de Corea del Norte por un lado y por las tropas de Corea del Sur y de los Estados Unidos por el otro. Ningún tratado de paz se firmó.
Alrededor de 1.500.000 de chinos pelearon en Corea. La guerra también llevó a otros efectos. Las fuerzas estadounidenses en las aproximaciones de Taiwán acabaron inmediatamente con las esperanzas de China de conquistar esa isla. La guerra también fue usada como una excusa para que las autoridades de la China comunista reprimieran masivamente a los disidentes e imponer fuertes censuras. Esto también contribuyó al declive de las relaciones con la Unión Soviética. Los soviéticos habían usado a los chinos como delegados. Les habían dado frecuentemente y siempre tarde equipos de mala calidad y forzaban a los chinos a pagar por estos. Sin embargo, el hecho de que las fuerzas chinas los hayan conservado contra las fuerzas estadounidenses en la guerra anunció que China sería en algún momento una potencia mundial.

#### Ocupación del Tíbet
Cuando en 1950, Mao ofreció al Tíbet la "liberación", los tibetanos contestaron que su nación era libre. A pesar de ello en octubre (justo con el comienzo de la intervención china comunista en Corea), argumentando que imperialistas internacionales dominaban al país, China envió 20.000 soldados del EPL a la frontera. El ejército tibetano (muy pequeño) ofreció poca resistencia. El Dalái lama, de quince años, pidió ayuda a la ONU, pero fue en vano.
Con la promesa de respetar las tradiciones tibetanas, comunistas obligaron a los dirigentes del Tíbet a aceptar la anexión en 1951.
En marzo de 1959 se produjo un alzamiento armado en la capital tibetana, Lhasa. Durante esos nueve años la presencia china provocó un gran resentimiento en la población tibetana. Ese año, la República Popular China envió a miles de colonos chinos. Además de modernizar la infraestructura del país ocupado, las autoridades ocupantes se esforzaron por colectivizar los rebaños de yaks y por debilitar la cultura y teocracia nativa, además de lograr los estudios para el grueso de los habitantes (esto no es admitido por occidente).
El EPL aplastó a los rebeldes de forma rápida, ya que la monarquía tibetana mantenía su territorio bajo un régimen heredado de la era medieval, que se hacía extensivo al desarrollo de sus fuerzas armadas. Se prohibió el budismo y el Dalái lama se exilió junto con varios centenares de tibetanos a la India, donde estableció un gobierno en el exilio.

#### Las Crisis del Estrecho de Taiwán
Aunque los Estados Unidos las consideraban una carga militar, la República de China veía a sus islas de Fujian como fundamentales para cualquier futuro intento de reconquista de la China continental. El 3 de septiembre de 1954 estalló la Primera crisis del Estrecho de Taiwán a raíz de los bombardeos realizados por el EPL sobre Quemoy, amenazando tomar las islas Dachen. El 20 de enero de 1955 el EPL tomó las cercanías de Yi Kiang Shan produciendo la baja de una guarnición nacionalista de 720 hombres que defendía la isla. El 24 de enero del mismo año el Congreso de los Estados Unidos aprobó la Resolución de Formosa que autorizaba al Presidente a defender las islas menores pertenecientes a la República de China. El presidente Dwight Eisenhower, lejos de embarcarse en esa defensa, presionó a Chiang Kai-shek para que evacuara a sus 11.000 efectivos y 20.000 civiles de las islas Dachen, dejándolas caer en manos de la República Popular China. La isla de Nanchi también se abandonó, quedando únicamente las islas mayores de Quemoy y Matsu. La Primera Crisis del Estrecho de Taiwán terminó en marzo de 1955 con el cese de los bombardeos emprendidos por el EPL y ante amenazas norteamericanas de emplear armas nucleares.
La Segunda Crisis del Estrecho de Taiwán empezó el 23 de agosto de 1958 a consecuencia de un intenso bombardeo artillero sobre Quemoy, terminando en noviembre del mismo año. Las patrulleras de la República Popular China efectuaron un bloqueo a las islas, cortando sus líneas de suministro. Aunque los Estados Unidos descartaron el plan nacionalista de bombardear las baterías de artillería del continente, les entregaron inmediatamente cazas y misiles antiaéreos. También entregaron buques de asalto anfibio para labores de suministro, ya que un barco nacionalista había sido hundido en la bocana del puerto, bloqueándolo por completo. El 25 de octubre la República Popular China anunció un cese el fuego que se efectuaría solamente en días impares, de manera que Quemoy sería bombardeada interdiariamente los días pares. Al final de la crisis, Quemoy había recibido 500.000 impactos de artillería y 3.000 civiles junto con 1.000 soldados resultaron muertos o heridos. Los hechos de Quemoy y Matsu cobraron una gran importancia de cara a las elecciones a la presidencia de los Estados Unidos de 1960. A medida que iban transcurriendo los años 60' el fuego de artillería iba siendo reemplazado por los panfletos.
En enero de 1979 la República Popular China hizo pública su intención de dejar de bombardear Quemoy y Matsu. Los choques armados entre ambos bandos han cesado a pesar del incremento de las tensiones y de las maniobras militares de lanzamiento de misiles por parte de la República Popular que caracterizaron la Tercera Crisis del Estrecho de Taiwán.

## Organización

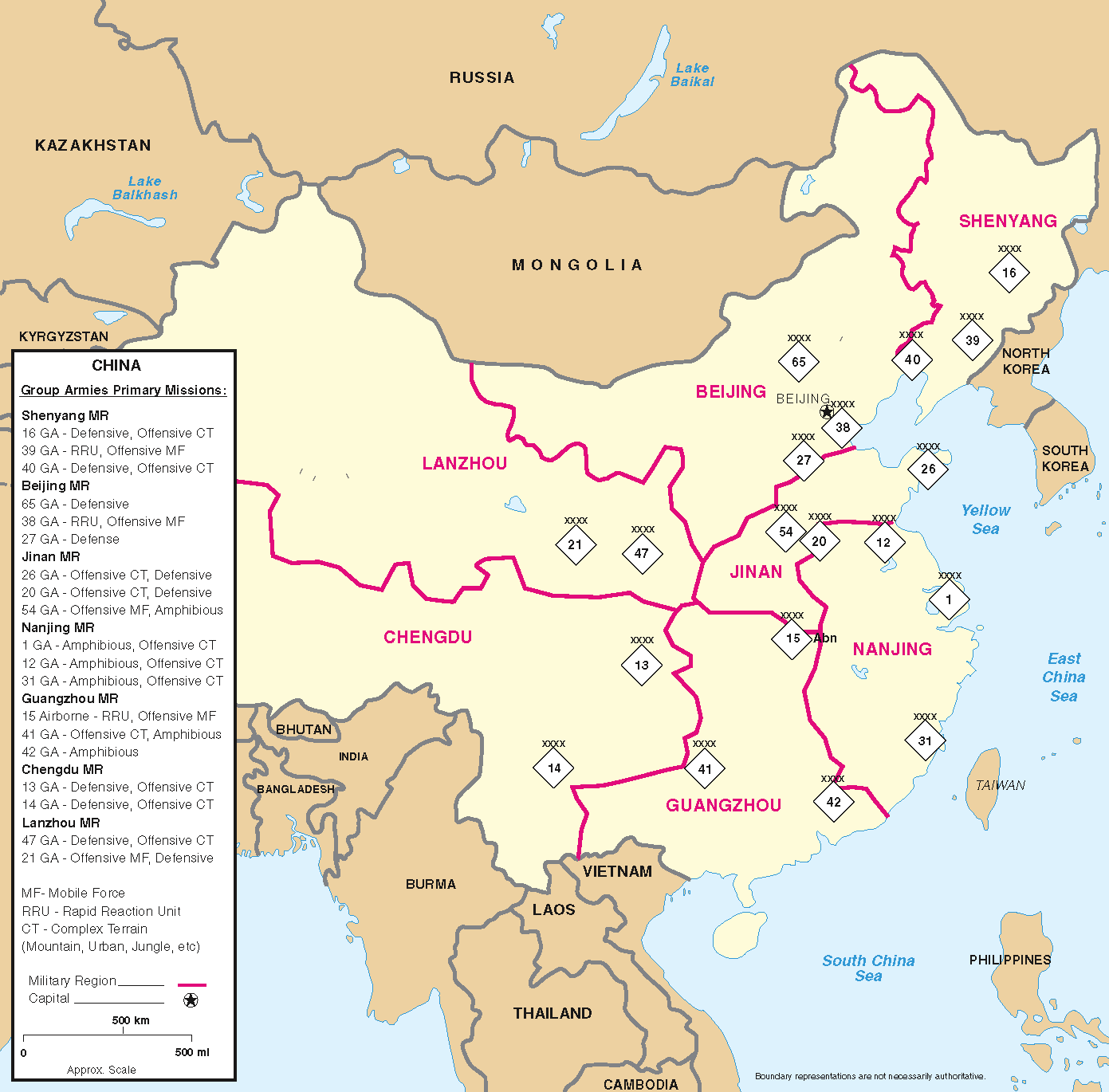
Regiones Militares del EPL.

A la cabeza del ejército se encuentra la Comisión Militar Central, cuyo presidente es en la actualidad Hu Jintao. Aunque técnicamente existen dos comisiones militares centrales, una del Partido y otra del Estado, ambas tienen exactamente los mismos miembros por lo que en la práctica se trata de una sola institución. A diferencia de lo que ocurre en casi todos los países del mundo, en la República Popular China el Ministerio de Defensa no tiene autoridad sobre el ejército y su ámbito de actuación se limita a las relaciones militares con el exterior.
El EPL tiene 18 grupos de ejército, divididos en cinco regiones militares, central, sur, norte, occidental y oriental, y está achicando algunas divisiones al nivel de brigadas.
El Instituto Internacional de Estudios Estratégicos atribuye a las Fuerzas Terrestres del EPL nueve divisiones de tanques activas constituidas por varias brigadas blindadas. Dennis Blasko escribió en el año 2000 que la estructura tradicional del EPL consiste en, aproximadamente, tres regimientos (tuan), cada uno con tres batallones de unidades de apoyo, un cuarto regimiento de infantería (en una división blindada) o blindada (en una división de infantería), un regimiento de artillería, un regimiento de artillería antiaérea, ingenieros, tropas de reconocimiento y batallones o compañías de defensa química más unidades de servicio o apoyo.
Una brigada blindada típica tiene cuatro batallones de tanques (121 tanques de batalla), cada uno compuesto por tres compañías de tanques (30 vehículos más 1 para el comandante), un batallón de infantería mecanizada (40 vehículos de transporte blindados), un batallón de artillería (18 howitzers autopropulsados), 3 baterías de 6 armas cada uno y 1 batallón de artillería antiaérea.
Existen ocho divisiones de artillería activas compuestas por varias brigadas de artillería. Una brigada de artillería tiene 4 batallones de artillería, cada una con 18 armas en 3 baterías y 1 batallón de armas antitanque autopropulsada (18 vehículos).
Las brigadas son formaciones relativamente nuevas en la estructura del EPL. Introducidas en la década de 1990, como parte de los planes para expandirse y despegarse del modelo de formaciones masivas y rígidas tomadas de las fuerzas soviéticas. Como parte del plan para modernizar su ejército, este nuevo sistema aboga por fuerzas más pequeñas con grupos de batalla del tamaño de batallones dentro de brigadas para operar independientemente, incrementando la capacidad del EPL para responder a rápidos cambios en batalla. Aún tienen que darse los últimos pasos para aprovechar esta nueva formación, pero se han sucedidos ciertos logros para integrarla a la estructura de la fuerza.

## Fuerzas
El EPL es el mayor ejército del mundo en número de tropas, con más de dos millones y medio de soldados y desde los años 1980 participa en actividades económicas con el fin de autofinanciarse sin depender del Estado. Estas actividades económicas incluyen la venta de tecnología militar a otros países y también ámbitos no militares. Precisamente la extensión de las actividades económicas del ejército a todo tipo de negocios ha levantado la preocupación del gobierno que, en los últimos años, ha intentado frenar esta expansión empresarial del ejército, que ha estado rodeada de acusaciones de corrupción y sobornos.

## Actualidad

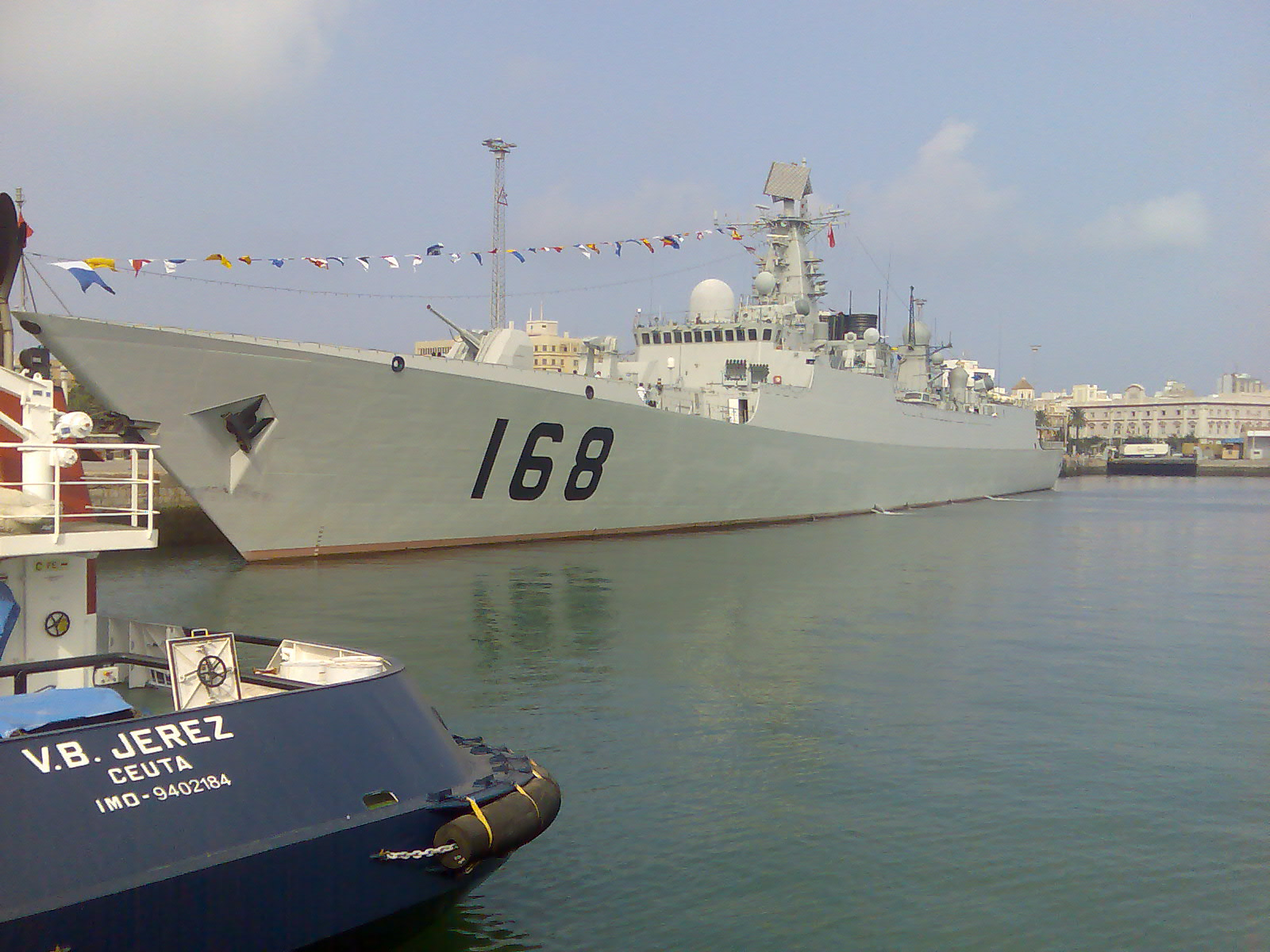
Destructor Guangzhou en Cádiz (España).

Desde mediados de la década de 1990 del siglo XX y principios del siglo XXI el EPL se está modernizando rápidamente tanto por importaciones de tecnologías avanzadas como la creación propia de armas avanzadas cuyo propósito más cercano es la ocupación militar de la isla de Taiwán si las negociaciones fracasan[cita requerida] y hacerse del control militar de Asia-Pacífico en correspondencia con su estatus económico originando recelos en EE. UU. y países vecinos.[cita requerida]
En septiembre del 2007 dos buques de la Marina del Ejército Popular de Liberación participaron en un ejercicio con la Armada española en aguas de Cádiz.

## Equipamiento

### Pistolas
- QSW-06 – pistola silenciada de 5,8 mm, reemplazó la Tipo 67 (en servicio)
- QSZ-92 – pistola 9 mm y 5,8 mm (en servicio)
- Tipo 84 – pistola de 7,62 mm para fuerzas de seguridad y policiales.
- Tipo 80 – pistola automática de 7,62 mm[4]
- Tipo 77 – Pistola de 7,62 mm para la Policía Armada del Pueblo y la policía civil
- Tipo 67 Silent – pistola silenciada de 7,62 mm
- Tipo 67 – pistola silenciada de 7.65mm
- Tipo 64 Silent – pistola silenciada de 7,65 mm
- Tipo 64 - pistola semiautomática de 7,62 mm, primer arma de fuego construida en China. Fuera de servicio en las FF. AA., pero aún en servicio en las fuerzas de seguridad.
- Tipo 59 – pistola semiautomática de 9 mm. Copia de la Makarov PM soviética.
- Tipo 54 – pistola de 7,62 mm, copia de la TT1930/1933 (retirada)

### Subfusiles
- CF-08PDW -
- CF-05 – subfusil de 9 mm (en servicio con la Unidad Policial Especial)
- QCQ-05 - 5,8 mm
- QCW-05 – subfusil silenciado de 5,8 mm (en servicio con la Unidad Policial Especial)
- JS 9mm – subfusil silenciado de 9mm
- Tipo 85 – subfusil de 7 62 mm versión silenciada del Tipo 79
- Tipo 79 – subfusil de 7,62 mm (En servicio con las Fuerzas Especiales Aerotransportadas)
- Tipo 64 – subfusil de 7,62 mm silenciado

### Sistemas de armas no lineales
- HD-66 -
- CF-66 -

### Rifles
- QBZ-03 – fusil de asalto de 5,8 mm (en servicio limitado)
- QBZ-95 – fusil de asalto “Bullpup” de 5,8 mm (arma estándar)
- Tipo 86 – fusil de asalto “Bullpup” de 7,62 mm (fuera de servicio)
- Tipo 87 – fusil de asalto de 5,8 mm, de similar diseño al Tipo 81 (fuera de servicio)
- Tipo 81 – fusil de 7,62 mm (en servicio con reservistas)
- Tipo 63 – fusil de 7,62 mm
- Tipo 56- fusil de 7.62&mm, viante china del AK-47 (fuera de servicio)
  - QBZ56C – fusil de 7,62 mm, versión con barril recortado del Tipo 56
- Norinco CQ – fusil de 5,56 mm, copia sin licencia del fusil M16 para el mercado de exportación.

### Ametralladoras
- QBB-95 – arma ligera de apoyo de 5,8 x 42 mm, derivada del QBZ-95
- QJY-88 – ametralladora para propósitos generales de 5,8 x 42 mm, reemplazo de la Tipo 67 general
- Tipo 87 – ametralladora de propósitos generales de 5.8mm(variante del Tipo 87)
- Tipo 81 – ametralladora ligera de 7,62 x 39 mm (variante del Tipo 81)
- Tipo 80 – ametralladora de propósitos generales de 7,62 x 54 mm (copia de la PKMS soviética)
- Tipo 67 – ametralladora de propósitos generales de 7,62 x 54 mm, reemplazo de las ametralladoras Tipo 53 (SG43) y Tipo 57 (SGM)
- Tipo 58 – ametralladora de 7,62 mm reemplazada por la Tipo 67
- Tipo 57 – ametralladora de 7,62 mm reemplazada por la Tipo 67
- Tipo 53 – ametralladora de 7,62 mm reemplazada por la Tipo 67

### Ametralladoras pesadas
- Ametralladora Pesada QJG02 - 14,5 mm
- W95 - 12,7 mm[5]
- Ametralladora Pesada QJZ-89 - 12,7 mm
- Ametralladora Pesada QJC-88 - 12,7 mm[6]
- Ametralladora Pesada W77 - 12,7 mm [https://web.archive.org/web/20121008100830/http://world.guns.ru/machine/mg47-e.http
- W85 - 12,7 mm
- Ametralladora Pesada Tipo 85 - 12,7 x 108 mm
- Ametralladora Pesada Tipo 77 - 12,7 mm

### Rifles de Precisión
- LR2A – rifle antiblindaje de 12,7 mm
- AMR-2 – rifle antimaterial de 12,7 x 108 mm
- W-03
- JS 12.7 – rifle antimaterial de 12,7 x 108 mm
- JS 05 – rifle antiblindaje de 12,7 mm
- JS 7.62 – rifle de 7,62 x 54 mm (en servicio limitado)
- QBU-88 – rifle de francotirador “Bullpup” de 5,8 x 42 mm (en servicio limitado)
- M06 -
- Rifle de Francotirador M99 -
- Tipo 85 - 7,62 mm modernización del Tipo 79 (en servicio limitado)
- Tipo 79 - 7,62 copia del Dragunov SVD (en servicio)

### Lanzadores desde los hombros
- PF-98 – lanzacohetes antitanque de 120 mm
- PF-97 – bomba termobárica de 80 mm
- PF-89 – lanzacohetes antitanque de 80 mm
- FHJ-84 – lanzacohetes de 2 x 62 mm, reemplazo del RPG Tipo 69-1
- Tipo 98
- Tipo 78
- Tipo 65
- Tipo 79
- Tipo 70 - 62mm
- RPG Tipo 69 - 40mm RPG, derivado del RPG-7
- RPG Tipo 56
- Tipo 65
- Tipo 52
- Tipo 36
- Lanza Grandas Tipo 91

### Lanza Granadas Automáticos
- LG-1
- LG-2
- LG-3
- Tipo 91
- QLT-89
- QLB-06
- QLZ-87
- Tipo 87

### Granadas de Mano
- WY-91
- JYS-1
- JYB-1
- JYD-1
- SC-2 – lacrimógena/humo
- SC-2 - lacrimógena
- Tipo 86
- Tipo 82-2
- Tipo 79
- Tipo 79
- Granda de Mano Tipo 77-1
- Granda de Mano Tipo 73
- Granda de Mano Tipo 67
- Granda de Mano Tipo 59
- Granda de Mano Tipo 42
- Granda de Mano Tipo 3
- Granda de Mano Tipo 1

### Morteros
- Tipo 53 - 82mm
- Tipo 56 - 160mm
- Tipo 63 - 60mm
- Tipo 67 - 82mm
- Tipo 71 - 100mm
- Tipo 83 - 60mm
- W-87 - 81mm
- W-91 - 81mm
- WW-90-60L - 60mm
- WW-90-60M - 60mm
- WX-90 - 60mm
- Tipo 86 - 120mm
- Tipo 89 - 100mm
- Tipo 80 - 100mm
- W-99 - 82mm
- Tipo 87 - 82mm
- Tipo 84 - 82mm
- Tipo 90 - 60mm
- Tipo 93 - 60mm

### Lanzallamas
- Tipo 74
- Tipo 58

### Armas Antiaéreas
- W95 - 12.7mm[5]
- QJC-88 - 12.7mm[6]
- W77 - 12.7mm [https://web.archive.org/web/20121008100830/http://world.guns.ru/machine/mg47-e.http
- QJG-02 - 14.5mm
- QJZ-89 - 12.7mm
- Tipo 85 - 12.7mm
- Tipo 80 - 14.5mm
- Tipo 77 - 12.7mm
- Type 75 - 14.5 mm
- Tipo 59 - 12.7mm
- Tipo 58 - 2 X 14.5mm
- Tipo 54 - 12.7mm

## Vehículos

### Tanques de Batalla
- Tipo 99 - (~200 en servicio)[7]
  - Tipo 98 - Prototipo (nunca entró en servicio)
- Tipo 90-IIM – desarrollado por China, usado solo por Pakistán y en pruebas por el Ejército del Perú.
- Tipo 96 – único tanque junto con el Tipo 99 que continúa en producción (2500-3000)
  - Tipo 90 -
- Tipo 88 - (500)
  - Tipo 85 - (450)
  - Tipo 80 -
- Tipo 79 - (300)
- Tipo 69 - (300)
- Tipo 62 – (400)
- Tipo 59D & Tipo 59D1 -[8]
- Tipo 59 -
- Tipo 58 primer tanque fabricado en China, copia del Tanque T-34 soviético.[9][10]